# Сорбін
Сорбін (пол. Sorbin) — село в Польщі, у гміні Бліжин Скаржиського повіту Свентокшиського воєводства.
Населення — 533 особи (2011).
У 1975-1998 роках село належало до Келецького воєводства.

## Демографія
Демографічна структура на день 31 березня 2011 року:
|          | Загалом | Допрацездатний вік | Працездатний вік | Постпрацездатний вік |
| -------- | ------- | ------------------ | ---------------- | -------------------- |
| Чоловіки | 265     | 48                 | 188              | 29                   |
| Жінки    | 268     | 42                 | 162              | 64                   |
| Разом    | 533     | 90                 | 350              | 93                   |